# Xenia Tchoumitcheva
Xenia Tchoumitcheva, (nació en Magnitogorsk, Rusia el 5 de agosto de 1987) conocida también como Xenia Tchoumi, es una modelo ruso-suiza, licenciada en economía, actriz, presentadora de televisión y empresaria.

## Primeros años
Tchoumitcheva nació en Magnitogorsk, Rusia. Cuando tenía 6 años de edad su familia emigró a Lugano, Suiza y a la edad de 12 años comenzó a trabajar como modelo de forma ocasional. En el concurso Miss Suiza del año 2006 alcanzó el segundo puesto, por detrás de Christa Rigozzi. Tchoumitcheva continuó durante los años siguientes su carrera como modelo para convertirse en la vice-Miss con más éxito de la historia. La atención de los periodistas la llevó a la fama convirtiéndose en modelo para varias marcas. Se graduó en 2010 de la Università della Svizzera italiana con una licenciatura en economía. Ella habla seis idiomas, italiano, ruso, alemán, francés, inglés, y español. Tras terminar sus estudios de economía, realizó unas prácticas en 2011 en JP Morgan, año en el que también presentó la gala de Miss Suiza.

## Modelo
Cuando participó en el certamen nacional "Miss Suiza" en 2006, fue elegida primera finalista y "Miss fotogénica". Sin embargo, suscitó una polémica nacional y por primera vez en la historia, la organización de "Miss Suiza" tomó la medida sin precedentes de ofrecer a Tchoumitcheva un contrato de apariencia similar a la del ganador. Después del concurso fue considerada la "soltera más codiciada de Suiza". consiguiendo tanta fama que hasta el rapero suizo Gimma le dedicó la canción «Vize Ex-Miss Schweiz» del álbum Unmensch.  En mayo de 2009 fue elegida como el mejor cuerpo de bikini según una encuesta realizada por la revista Schweizer Illustrierte. Xenia, ha sido la imagen publicitaria de empresas como Visilab, y ha modelado para diferentes marcas como Audi, Burger King y Casino Lugano.
En 2012 fue la cara oficial de AirEuropa aerolínea española, Revlon Cosméticos y cámaras Nikon. Realizó una sesión de fotos y una entrevista personal para la revista española GQ.
En diciembre de 2012 apareció en la portada de la edición suiza de la revista Maxim considerándola "La mujer más hermosa del año".
En 2015 Xenia se convierte en la embajadora oficial de la marca "Swiss Smile luxury". También colaboró para su blog como influyente de moda en el Calendario Pirelli 2015, junto con Scott Schumann del blog The Sartorialist
Tchoumitcheva ha trabajado para varias agencias de modelos, entre ellas, Option Model Agency (Zúrich), Oxygen Models, Tess Management, y Elite Model Management (Barcelona). Ella trabajó para Impact Model Management desde 2007 hasta 2010, luego comenzó con Wump Model Agency antes de trabajar para Elite Model Management (Miami) desde 2010 hasta 2013.

## Presentadora de televisión
Entre varios compromisos, presentó el concurso de Miss Suiza 2011 desfile en vivo en los tres canales nacionales el 24 de septiembre de 2011.
También fue presentadora de Miss Ucrania 2012 en Rusia, junto a los comediantes rusos "Prozhektorperiskhilton" (ПрожекторПерисхилтон)
En abril de 2013, Tchoumitcheva fue la modelo y presentadora oficial del "annual Energy Fashion Night" con Irina Shayk en Zúrich
Organizó su propio programa de televisión acerca de los negocios en Italia llamado L'Italia Che Funziona
Desde 2013 trabaja como periodista para la revista de economía suiza Bilan y tiene su propio programa en línea llamado "La Recette de Mon Succès"

## Actriz
Después de que ella se graduó de la universidad en 2010, viajó a Nueva York y tomó clases de actuación en la Academia de Cine de Nueva York.
Comenzó a trabajar en comerciales y videos musicales en 2007 (por ejemplo, "Candino-Festina"). Ella protagonizó el cortometraje "Les Enfants de la Honte" del cineasta francés Alain Margot, que apareció en el festival de cine NIFF. Participó en el video musical con el cantante italo-suizo Paolo Meneguzzi en mayo de 2010. 
En enero de 2011 toma el papel de una estrella de rock en la producción de cine francés "Bob et Les Sexo Pistaches" protagonizada por el actor francés Jules Sitruk. Y en junio de ese mismo año, participó en el cortometraje llamado "Lines". También apareció en la película "Without Men" con Eva Longoria y Christian Slater.
En 2013 fue parte del video musical "So beautiful" de Dj Djerem y Chris Willis. Y en 2014 del video oficial de la canción "Karma" de The Outlawz y Snoop Dogg dirigido por Jae Synth

## Otros
Es también columnista de la revista Schweizer Monat. y de la revista Haute Living
En 2013 lanzó su propio negocio en línea y un blog relacionado con la moda y el estilo de vida lujoso al cual llamó "Chic Overdose"
Es considerada una celebridad de internet sumando más de 3 millones de seguidores en las redes sociales como Facebook, Instagram y Twitter entre otras.